# Barone Fitz-Warin
Barone FitzWarin (FitzWaryn, FitzWaryns, FitzWarine, FitzWarren), era un vecchio titolo nobiliare del sistema di trattato Paria d'Inghilterra. Fu creato nel giugno 1295 per Fulk FitzWarin, primo barone FitzWarin  (1251-1315). La famiglia Fitz-Warin possedeva il castello di Whittington, dal 1204, era la loro residenza principale, documentato in un manoscritto del 1086, il Domesday Book.

## Storia
La famiglia di Warisius, era membro del casato di Lorena (che nasce come ramo cadetto della casa di Metz),
La casata rivendica di discendere da Gerardo I di Parigi (Conte di Parigi imparentato con Guerino di Poitou capostipite della famiglia nobile dei Guideschi) i cui discendenti immediati sono noti come i Girardidi. I Matfridi del X secolo si pensa siano stati un ramo della famiglia; a cavallo del X secolo furono Conti di Metz e governarono un insieme di signorie in Alsazia e Lorena. Capostipite della famiglia nobile Fitz-Warin, il nome Fitz Warin significa "figlio di Warin".
Sir Fulk FitzWarin, pronipote di Payne Peverel(imparentato con Garnier de Traînel) era uno dei guardiani del Graal e di Re Artù. Una storia del XIII secolo afferma che il Graal era conservato in una cappella privata del castello quando Sir Foulk era lì. Lo stemma di Fulk FitzWarin era appeso sopra l'arco del castello 
(il romanzo di Fitz Warin, la leggenda di Robin Hood).
Erano nipoti di Guerino di Domfront; Mabel di Bellême che sposa Ruggero di Montgommery-Mongomery (la figlia Aimeria sposa Werinus di Metz capostipite della famiglia nobile Fitz-Warin), Margherita di Navarra (che sposa Guglielmo I discendente della famiglia Altavilla-Guarino cancelliere), Stefano di Perche (1140-1169), fu arcivescovo di Palermo e cancelliere di Sicilia.
Fulk III FitzWarin, all'inizio del regno di re Giovanni (1199-1216), 
ottenne la notorietà come leader di fuorilegge. Suo padre Fulk II incontrò molti problemi nel ricevere il suo patrimonio, tra questi c'era il castello di Whittington, fortificato da William Peverel nel 1138 cavaliere dell'imperatrice Matilda, si suppone che Fulk, lo avesse ereditato dall' Onore di Peverel.
Nel 1165 Enrico II concesse il castello di Whittington a Ruggero del Powys, al quale diede fondi per la sua riparazione nel 1173 circa. Folco II chiede la restituzione dei terreni di Whittington, menzionati nei documenti del 1195, Fulk III nel 1197 paga una tassa per ricevere la sua eredita, ma l'11 aprile 1200 re Giovanni concesse Whittington a Maurizio (figlio di Ruggero di Powys), dopo la morte di Maurizio nell'agosto del 1200, il re Giovanni lo concesse al figlio di Maurizio, Werennoc. 
Fu per questo che nell'aprile del 1201 Fulk III, fa una rivolta armata contro il re, accompagnato da circa cinquantadue seguaci, inclusi i suoi fratelli William, Phillip e John, dai suoi cugini e dai numerosi alleati della famiglia. Nell'ottobre 1204, con una multa di 200 marchi, Fulk III ricevette finalmente la sua eredita di Whittington. Il castello da allora in poi discese nella famiglia FitzWarin, tutti i successivi detentori furono chiamati Fulk. Lo storico Tristram Risdon (morto nel 1640), affermò che Brightley divenne la residenza di William FitzWarin nipote di Warin, durante il regno di re Riccardo I d'Inghilterra (1189-1199), e che lo aveva ereditato dal padre al tempo di re Enrico II (1154-1189).
Tutti gli eredi maschi della famiglia FitzWarin portavano il nome di Fulk-Folco. Nel 1420, dopo la morte di Fulk FitzWarin, il 7º barone Fitz-Warin (1406-1420), la linea maschile della famiglia fu tagliata fuori. Il titolo di barone andò a Elizabeth FitzWarin e alla famiglia Bourchier. Nel 1536, John Bursier, XI barone di FitzWarin (1470-1536), fu nominato conte di Bath. Dopo la morte nel 1636 di Edward Bourchier, IV conte di Bath e XIV barone Fitz-Warin (1590-1636), il titolo di Barone Fitz-Warin non fu più tramandato.

## Predecessori dei baroni
- Fulk I FitzWarin (morto nel 1170/1), sostenitore di re Enrico II (1133–1189), nipote di Guerino di Metz, in Lorena.[39][40]
- Fulk II FitzWarin (fl.1194), sposò Hawise de Dinan, suo figlio più giovane era William FitzWarin, che una volta concesso il maniero di Brightley nel Devon prese il suo posto, adottò il cognome "de Brightley".[41]
- Fulk III FitzWarin (morto nel 1258), ottenne il castello di Whittington nel 1204 e fu oggetto della famosa leggenda Romance of Fouke le Fitz Waryn.[23][24]
- Sir Fulk IV FitzWarin (morto nel 1264), annegato nel fiume Ouse mentre fuggiva dalla battaglia di Lewes nel 1264.[42]

## Baroni FitzWarin (1295)

Stemma Wiliam FitzWarin, secondo il St George's Roll, c. 1370-1414

- Fulk FitzWarin, primo barone FitzWarin (1251–1315), convocato in Parlamento come Lord Fitzwarin il 23 giugno 1295.
- Fulk FitzWarin, 2 ° Baron FitzWarin (c.1285–1337).
- Fulk FitzWarin, 3 ° Baron FitzWarin (1315–1349 circa).[43][44]
- Fulk FitzWarin, 4º barone FitzWarin (1340-1374).
- Fulk FitzWarin, 5º barone FitzWarin (1362-1391).
- Fulk FitzWarin, 6º barone FitzWarin (1389-1407).
- Fulk FitzWarin, 7 ° barone FitzWarin (1406–1420).
- Elizabeth FitzWarin, ottava Baronessa FitzWarin (c.1404-c.1427), sposò Richard Hankford (c. 1397-1431). Alla sua morte, la baronia deve essere rimasta in sospeso tra le sue figlie Thomasine Hankford (1423-1453) ed Elizabeth Hankford (1424-1433 circa), fino alla morte di quest'ultima nel 1433.[45]
- Thomasine Hankeford, nona baronessa FitzWarin (1423–1453), sposò Sir William Bourchier (1407–1470).
- William Bourchier, 9º barone FitzWarin.
- Fulk Bourchier, decimo barone FitzWarin (1445-1479).
- John Bourchier, 11 ° barone FitzWarin (1470-1539) creò il conte di Bath nel 1536.
- John Bourchier, 2 ° conte di Bath (1499–1561), 12 ° barone FitzWarin.
- William Bourchier, 3 ° conte di Bath (prima del 1557–1623), 13 ° barone FitzWarin.
- Edward Bourchier, 4 ° conte di Bath (battezzato 1 marzo 1590-31 marzo 1636), 14º barone FitzWarin, alla cui morte la baronia cadde in sospeso tra le sue figlie Anne, Elizabeth e Dorothy, mentre la contea di Bath andarono a un erede maschio, il 5º conte, la contea si estinse nel 1654 alla sua morte.